# Wierzbięcin (gromada)
Wierzbięcin – dawna gromada, czyli najmniejsza jednostka podziału terytorialnego Polskiej Rzeczypospolitej Ludowej w latach 1954–1972.
Gromady, z gromadzkimi radami narodowymi (GRN) jako organami władzy najniższego stopnia na wsi, funkcjonowały od reformy reorganizującej administrację wiejską przeprowadzonej jesienią 1954 do momentu ich zniesienia z dniem 1 stycznia 1973, tym samym wypierając organizację gminną w latach 1954–1972.
Gromadę Wierzbięcin z siedzibą GRN w Wierzbięcinie utworzono – jako jedną z 8759 gromad na obszarze Polski – w powiecie nowogardzkim w woj. szczecińskim na mocy uchwały nr V/48/54 WRN w Szczecinie z dnia 5 października 1954. W skład jednostki weszły obszary dotychczasowych gromad Jarchlino, Kulice i Wierzbięcin oraz miejscowość Radosław z dotychczasowej gromady Maszkowo ze zniesionej gminy Maszkowo, a także obszary dotychczasowych gromad Bienice i Słajsino ze zniesionej gminy Błądkowo – w tymże powiecie. Dla gromady ustalono 16 członków gromadzkiej rady narodowej.
1 stycznia 1958 z gromady Wierzbięcin wyłączono miejscowości Bienice i Bieńczyce, włączając je do znoszonej gromady Krzemienna w tymże powiecie.
1 stycznia 1962 do gromady Wierzbięcin włączono miejscowości Ostrzyca i Bromierz ze zniesionej gromady Korytowo w tymże powiecie.
1 stycznia 1972 z gromady Wierzbięcin wyłączono tereny o powierzchni 14,52 ha, włączając je do miasta Nowogard w tymże powiecie; do gromady Wierzbięcin włączono natomiast tereny o powierzchni 700,97 ha (wraz z miejscowościami Sieciechowo i Pustać) z miasta Nowogardu, po czym gromadę Wierzbięcin zniesiono, a jej obszar włączono do nowo utworzonej gromady Nowogard w tymże powiecie.